# HMS Orion (1910)
O HMS Orion foi um couraçado operado pela Marinha Real Britânica e a primeira embarcação da Classe Orion, seguido pelo HMS Monarch, HMS Conqueror e HMS Thunderer. Sua construção começou em novembro de 1909 no Estaleiro Real de Portsmouth e foi lançado ao mar em agosto do ano seguinte, sendo comissionado em janeiro de 1912. Era armado com uma bateria principal de dez canhões de 343 milímetros montados em cinco torres de artilharia duplas, tinha um deslocamento de 26 mil toneladas e conseguia alcançar uma velocidade máxima de 21 nós.
O Orion teve um início de carreira tranquilo e passou seus primeiros anos na Frota Doméstica. Com o início da Primeira Guerra Mundial em 1914 integrou a Grande Frota, porém pouco fez durante todo o conflito e passou a maior parte de seu tempo realizando patrulhas de rotina e treinamentos no Mar do Norte. Sua única ação ocorreu na virada de maio para junho de 1916 na Batalha da Jutlândia. Foi tirado do serviço depois do fim da guerra e colocado na reserva em 1919, sendo usado como navio-escola até ser descomissionado em 1922 e desmontado no ano seguinte.